# Соколов, Владимир Александрович (кларнетист)
Влади́мир Алекса́ндрович Соколо́в (21 февраля 1936, Убшор, Коми АССР — 13 ноября 1999, Москва) — советский и российский кларнетист, профессор Московской Консерватории, Народный артист РСФСР (1986).

## Биография
Владимир Соколов родился в многодетной семье в деревне Убшор, в 25 километрах от Сыктывкара. Профессиональных музыкантов в семье не было, но любили петь и музицировать на гитаре и гармони. Лишь в возрасте 14 лет Владимир впервые познакомился с кларнетом: по окончании школы-семилетки родители отправили его в Сыктывкар, где он был принят в музыкальное училище в класс А. Н. Забоева. Через два года педагог уехал из города, и молодому музыканту пришлось готовить программы самостоятельно. В это время Соколов также играл в оркестре местного кинотеатра.
Окончив училище в 1954 году, Соколов отправился в Москву, где успешно выдержал вступительные экзамены в консерваторию. Соколов учился в классе Александра Семёнова, а после кончины последнего — у Александра Володина. Не имея финансовой поддержки, Соколов подрабатывал в кинотеатрах, играя на саксофоне.
В год окончания консерватории ― 1959 ― Соколов добивается первого крупного успеха — второй премии на международном конкурсе музыкантов-исполнителей на духовых инструментах в Вене в рамках Седьмого Всемирного фестиваля молодёжи и студентов. Год спустя он становится солистом оперно-симфонического оркестра Центрального телевидения и Всесоюзного радио.
Победив в 1963 году на Всесоюзном конкурсе музыкантов-исполнителей на оркестровых инструментах в Ленинграде (разделил первую премию со Львом Михайловым и Валерием Безрученко), Соколов поступает в Госоркестр СССР, где в дальнейшем бессменно работает до 1993 года.
Помимо работы в оркестре Соколов вёл активную концертную деятельность как в качестве солиста, так и в составе камерных ансамблей. Среди них особо выделяется духовой квинтет солистов ГАСО (Валентин Зверев — флейта, Анатолий Любимов — гобой, Владимир Соколов — кларнет, Анатолий Дёмин — валторна, Сергей Красавин — фагот), с большим успехом выступавший в СССР и за рубежом.
С 1974 года Соколов преподавал в Московской консерватории (с 1985 — доцент, с 1990 — профессор), а также в ЦМШ при ней, в 1980-е годы неоднократно приглашался в жюри международных конкурсов, давал мастер-классы. Среди наиболее известных его учеников ― лауреат международных конкурсов Евгений Петров, Юрий Бабий, и первый кларнет Государственного академического симфонического оркестра — Михаил Безносов. За выдающиеся заслуги в 1984 году Соколов был удостоен звания Народного артиста РСФСР.
Похоронен на Ваганьковском кладбище.

## Творчество
В сольный репертуар Соколова вошли практически все значительные произведения, написанные для кларнета, и почти все они записаны на пластинки и компакт-диски. Помимо классического кларнетного репертуара, Соколов исполнял редкие сочинения современных авторов, таких как М. Арнолд, Э. Бозза, А. Бенджамин и др., а также собственные переложения произведений Вивальди, Моцарта, Равеля, Шостаковича. Свои сочинения Соколову посвятили Н. Раков (Концерт), Е. Светланов (Прелюдия и Скерцо), Д. Кривицкий (Концерт, Нонет, Эклога) и другие композиторы.
Соколов выступал и записывался со многими выдающимися музыкантами и коллективами своего времени, среди которых — пианисты Элисо Вирсаладзе, Николай Петров, Владимир Крайнев, Любовь Тимофеева, струнные квартеты имени Бородина, имени Бетховена, имени Шостаковича и др.
Для исполнения Соколова характерны блестящая техника, чувство стиля, владение самыми разнообразными штрихами, широкая фразировка.

## Награды и звания
- Орден Почёта (26 октября 1990 года) — за заслуги в развитии советского театрального и музыкального искусства[2].
- Народный артист РСФСР (17 октября 1986 года) (Ведомости Верховного Совета РСФСР 1986 — статья 1279).
- Заслуженный артист РСФСР (8 августа 1973 года) (Ведомости Верховного Совета РСФСР 1973 — статья 714).